# Cârjari, Prahova
Cârjari este un sat în comuna Vâlcănești din județul Prahova, Muntenia, România.